# Wagner Tiso
Wagner Tiso (Três Pontas, 1945. december 12. –) brazil zeneszerző, zenész, dalszerző és zongorista. A Clube Da Esquina lemezen több számot ő szerzett.